# Patty Jo Watson
Patty Jo Watson (* 26. April 1932 in Superior, Nebraska; † 1. August 2024 in Arlington, Massachusetts) war eine US-amerikanische Archäologin und Anthropologin an der Washington University in St. Louis.

## Leben und Wirken
Watson erwarb 1956 einen Master in Anthropologie und 1959 einen Ph.D. an der University of Chicago. Ab 1969 gehörte sie zum Lehrkörper der Washington University, wo sie einen Lehrstuhl für Anthropologie innehatte.
Watson konnte wesentliche Beiträge zur Theorie der Archäologie und zur archäologischen Praxis in Nordamerika, Vorderasien und China leisten. Ihr Buch Explanation in Archaeology gilt als Meilenstein in der westlichen Theoriedebatte der 1970er Jahre (siehe Processual Archaeology) und wirkt noch heute fort. Sie leistete bahnbrechende Arbeiten zur Ethnoarchäologie des Alten Orients (Iran, Irak, Türkei, gemeinsam mit Robert John Braidwood) und später zu Flotationsverfahren zur Abtrennung von Pflanzenteilen aus archäologischen Proben. Mehrere Jahrzehnte lang erforschte sie Höhlen in Kentucky (siehe Mammoth-Cave-Nationalpark) und konnte so wichtige Beweise zur Entwicklung Ackerbau betreibender Ureinwohner Nordostamerikas aus der Vor-Mais-Zeit liefern. Weitere Arbeiten befassen sich mit Mounds und Muschelhaufen sowie der Woodland-Periode.
Mit ihren breitgefächerten wie erschöpfenden Arbeiten gilt Watson als eine der wichtigsten Archäologinnen ihrer Generation. Die Zeitschrift Discover zählte sie 2002 zu den 50 wichtigsten Wissenschaftlerinnen der Gegenwart.
Patty Jo Watson war mit dem Philosophen und Höhlenforscher Richard A. Watson verheiratet. Sie starb im Alter von 92 Jahren.

## Auszeichnungen (Auswahl)
- 1988 Mitglied der National Academy of Sciences[4]
- 1989 Ehrenmitglied der National Speleological Society[5]
- 1997 Mitglied der American Academy of Arts and Sciences[6]
- 1999 Goldmedaille des Archäologischen Instituts von Amerika[7]
- 2000 Mitglied der American Philosophical Society[8]

## Schriften (Auswahl)
- Prehistory of Salts Cave, Kentucky (1969)
- Archaeological Ethnography in Western Iran (1979)
- Man and Nature (1969, Co-Autor)
- Explanation in Archaeology (1971)
- Archaeological Explanation (1984)
- Girikihaciyan – A Halafian Site in Southeastern Turkey
- Archaeology of the Middle Green River Region, Kentucky (2005)
- Archaeology of the Mammoth Cave Area (1974, Herausgeber und Co-Autor)
- Prehistoric Archaeology Along the Zagros Flanks (1983, Co-Herausgeber)
- The Origins of Agriculture (1991, Co-Herausgeber)
- Of Caves and Shell Mounds (1996, Co-Herausgeber)